# Clã Arbuthnott

Crachá do Clã ArbuthnottLema: Laus Deo ("Louvado seja Deus")

Brasão do grande chefe (high chief) do clã Arbuthnott

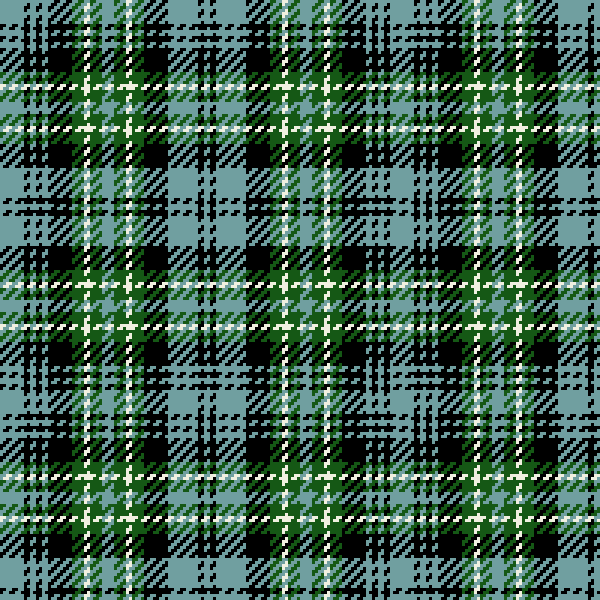
Tartan do clã Arbuthnott

O Clã Arbuthnott é um clã escocês do distrito de Aberdeenshire, Escócia.
O atual chefe é Sir Keith Arbuthnott, 17.º Visconde de Arbuthnott.